# Nhiễm virus papilloma ở người
Nhiễm virus papilloma ở người do lây siêu vi trùng dạng DNA có khả năng gây nhiều chứng bệnh từ nhẹ đến trầm trọng. Tên đầy đủ của virus gây bệnh là human papillomavirus (viết tắt là HPV). Trong số các bệnh trầm trọng, có bệnh sùi mào gà.

## Phân loại HPV
Có khoảng 100 loại HPV, trong 40 loại gây bệnh ở cơ quan sinh dục con người, có 15 loại được liệt vào hạng "độc" có nguy cơ ảnh hưởng sức khỏe. Hai loại thông thường nhất là HPV-16 và HPV-18 có khả năng nhiễm sâu vào cổ tử cung phụ nữ (3-10%), sau đó làm thay đổi mô tử cung và gây bệnh ung thư cổ tử cung. Ngoài ra HPV loại độc cũng là nguyên nhân gây ung thư âm đạo, ung thư âm hộ, ung thư hậu môn, ung thư dương vật, ung thư đầu và cổ. Loại ít độc hơn, HPV-6 và HPV-11, có thể gây 90% chứng mụn cóc (mào gà) của cơ quan sinh dục. Loại nhẹ gây chứng mụn cóc ở tay là (HPV-2) và bàn chân là (HPV-1).

## HPV và ung thư cổ tử cung
Vài năm sau khi bắt đầu sinh hoạt tình dục và giao hợp thường xuyên, người ta có 50-80% khả năng nhiễm HPV và nguy cơ mắc bệnh tăng theo con số bạn tình trong đời. Phần lớn, cơ thể con người có khả năng tạo miễn nhiễm tiêu diệt HPV và trong vòng 1-2 năm HPV sẽ biến mất trong cơ thể. Tuy nhiên 2-7% phụ nữ không diệt được siêu vi trùng và bị nhiễm dần nặng lên. Sau vài năm, HPV sẽ gây biến đổi bất thường trong niêm mạc cổ tử cung, tạo ra những tế bào bất thường, có khả năng hóa ác. Nếu không được khám nghiệm, phát giác và theo dõi, những tế bào này phát triển thành ác tính, xâm lấn đưa đến ung thư cổ tử cung.
Do đó, không phải ai bị HPV cũng sẽ bị ung thư cổ tử cung. Nhưng ngược lại, có đến 95% các trường hợp ung thư cổ tử cung phát hiện thấy DNA của virus HPV.

## Chủng ngừa chống HPV
Vắc-xin chống HPV được nhóm nghiên cứu do bác sĩ Ian Frazer chỉ đạo khám phá năm 2005, và từ năm 2006 được thẩm quyền y tế chấp nhận dùng để phòng ngừa HPV. Tuy nhiên, chùng ngừa chỉ có hiệu lực khi tiêm trước khi bị nhiễm phải, không thể dùng để trị HPV khi đã bị nhiễm.
Thuốc chích hiệu Gardasil do hãng Merck bào chế được chính phủ Úc cho phép bán theo toa bác sĩ cho thanh, thiếu, phụ nữ tuổi từ 9 đến 26, dùng để phòng ngừa HPV loại 6, 11, 16, và 18. Thuốc chích vào 3 kỳ (kỳ thứ nhì cách thứ nhất 2 tháng, kỳ thứ ba cách thứ nhì 4 tháng).
Hãng GlaxoSmithKline cũng bào chế thuốc chủng Cervarix có khả năng phòng chống HPV-16 và HPV-18.
Chủng ngừa HPV không có nghĩa khỏi cần phải thử phết tế bào cổ tử cung. Pap smear hai năm một lần vẫn là cách phòng ngừa tránh bệnh ung thư cổ tử cung tốt nhất.

## Hình ảnh

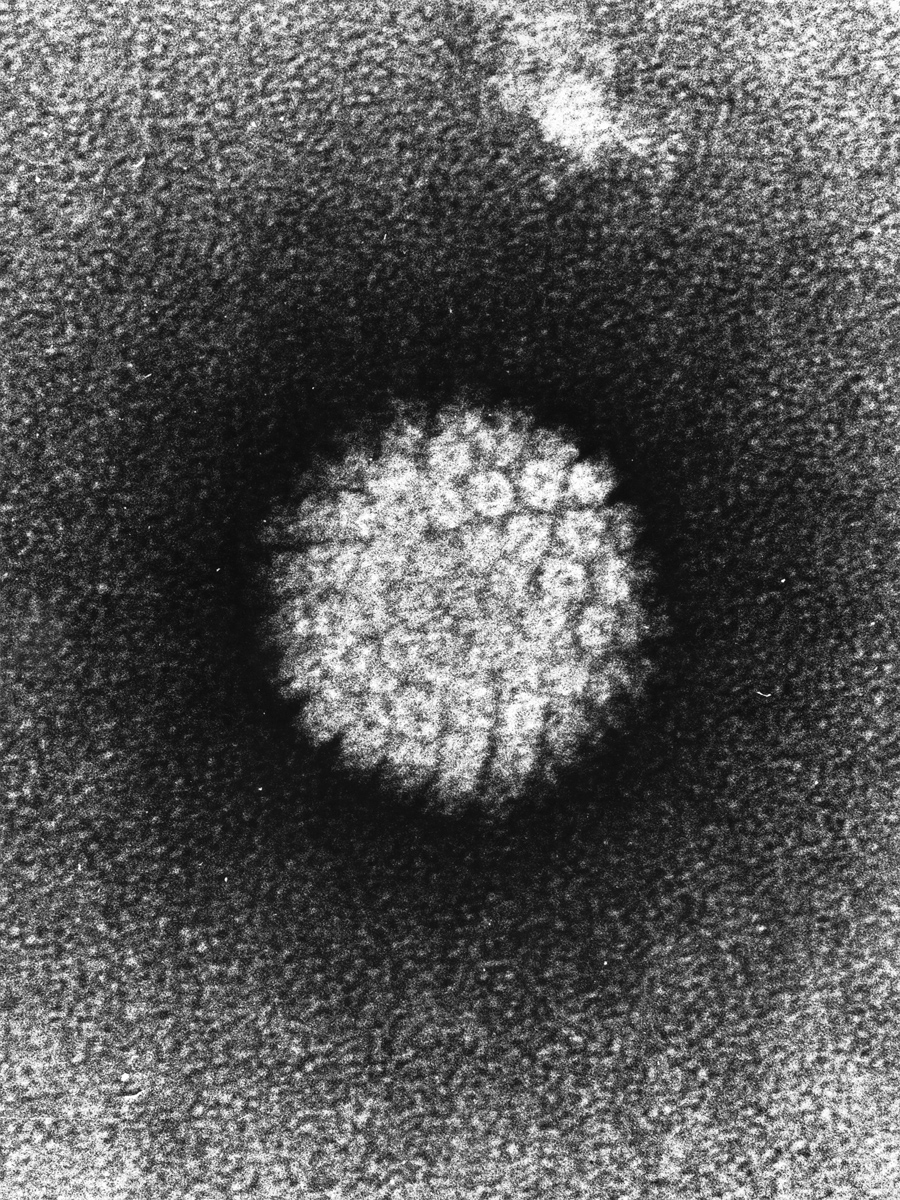
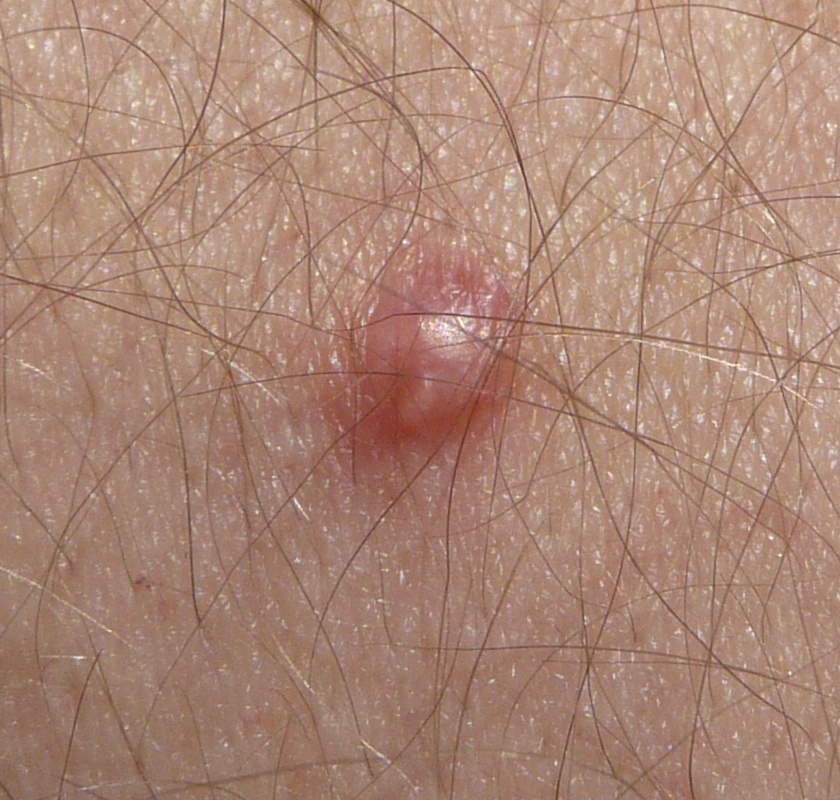
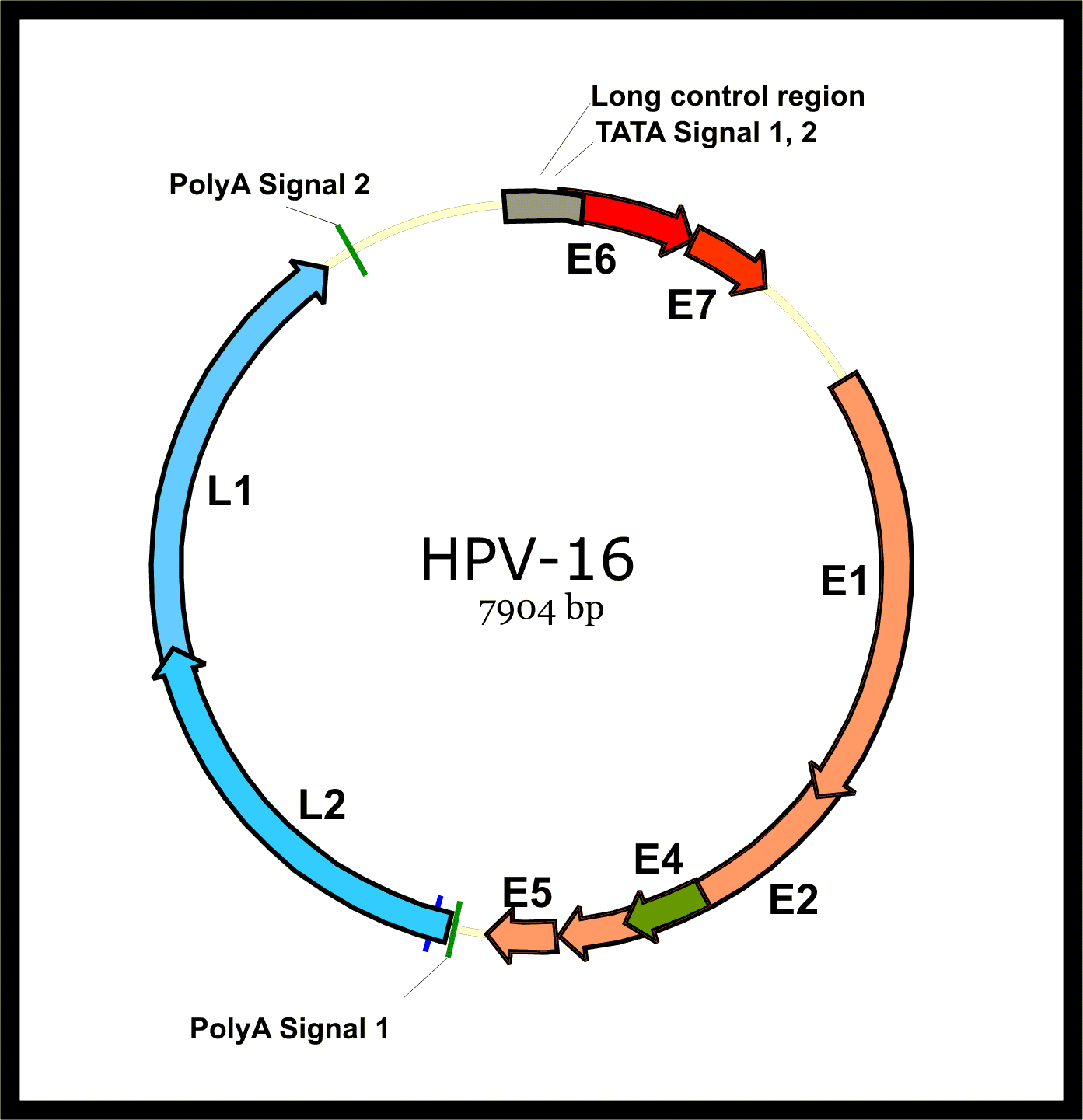
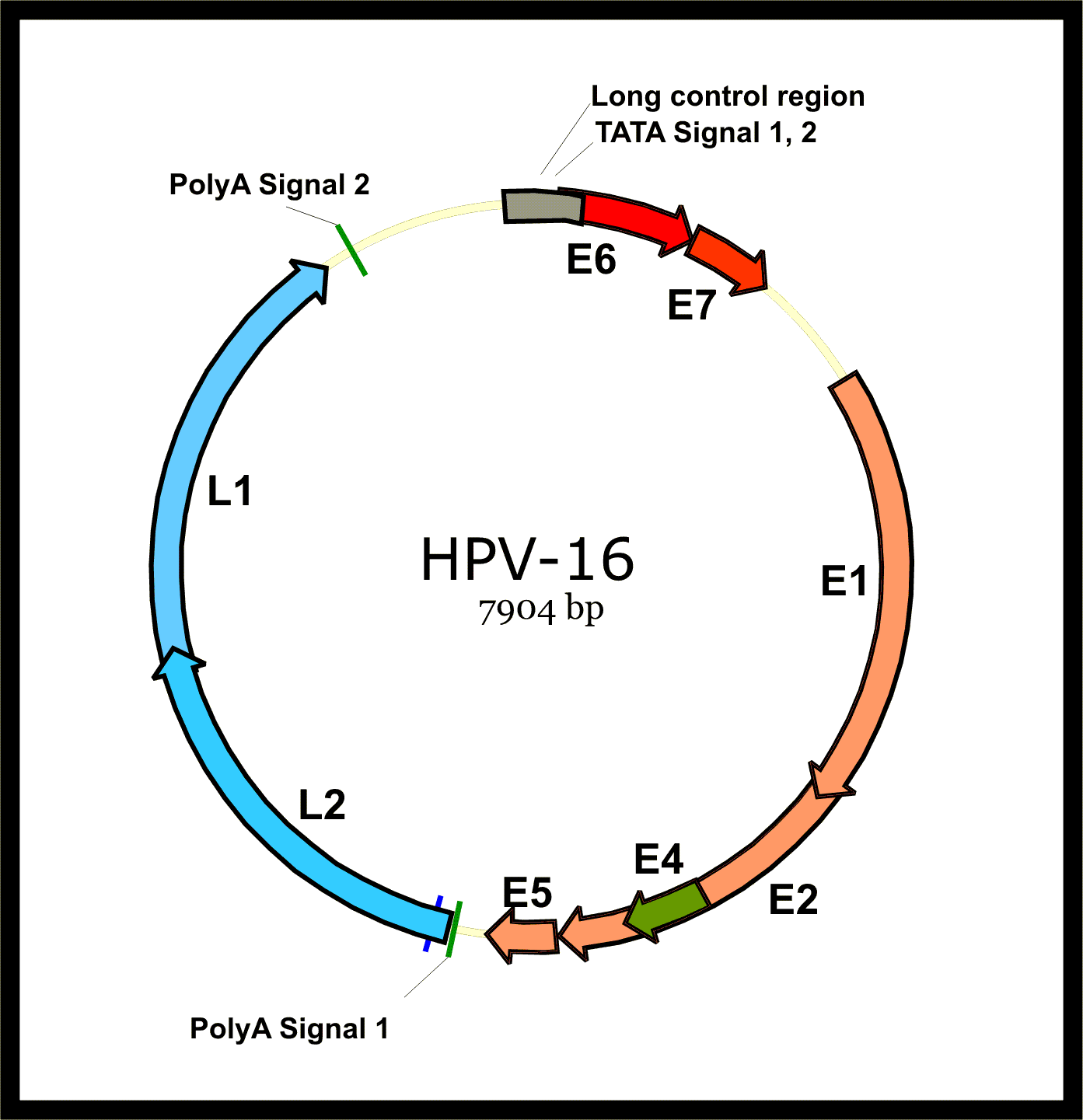